# Montpalau (llinatge)
Els Montpalau, Monpalau o Mompalau, cavallers, senyors, virreis i batlles, foren una família noble del Principat, de les illes Balears, del País Valencià i de Sardenya. Diversos components d'aquesta família participaren en la conquesta de Mallorca. Una part del llinatge es va establir al regne de València almenys des del segle xiv. Segons Gaspar Escolano, dos Montpalau valencians van ser jurats de València al segle xiv, i un altre posterior va servir amb el rei Joan II d'Aragó; semblen més rellevants, però, Serafí de Montpalau, qui participà en el setge de Tunis l'any 1535, i Francesc de Montpalau, de l'orde militar de Sant Joan, el qual es va distingir a Vélez de la Gomera (1564), i l'any següent a Malta, on va morir lluitant contra els turcs.

## Membres destacats
- Guillem de Montpalau i el seu fill Ferrer, castellans d'Eivissa. (segle xiii)
- Julià de Monpalau, veguer reial, exercí com a substitut del virrei de Sardenya en absència d'aquest en el 1411
- Galceran de Montpalau, curador d'Ausiàs March en el 1424.
- Berenguer de Montpalau, diputat de la Generalitat de Catalunya en el 1453.[3]
- Beatriu de Montpalau, es casà amb Joan d'Escrivà, ambaixador reial a Sardenya. (finals del segle XV)
- Joan de Montpalau, donà paraula per casar-se amb Damiata Martorell, germana de Joanot Martorell.
- Gaspar Benet de Montpalau.
- Enric de Montpalau i Gil d'Estrada, capità d'Esglèsies en el 1513.
- Francesc de Montpalau i Solanell, abat de Banyoles, monjo de Ripoll i ambaixador de la Generalitat a París.[4]
- Francesc de Montpalau, mort el 1565, valencià, cavaller de l'Orde de Sant Joan de Jerusalem.[2]
- Baltasar de Montpalau i Ferrer (València 1578? - 1638) cavaller de Calatrava, I comte de Xestalgar.[5]